# Richard Wright (musicus)
Richard William Wright (Hatch End, 28 juli 1943 – Londen, 15 september 2008) was een Engelse musicus, zanger en multi-instrumentalist. Hij is het bekendst van zijn carrière als de toetsenist van Pink Floyd. Wrights spel droeg bij aan de karakteristieke klank van Pink Floyd. Wright zong ook op de achtergrond en soms de hoofdpartij op het podium en in de studio met Pink Floyd (het opmerkelijkst in de nummers "Time", "Us and Them", "Echoes", "Wearing the Inside Out", "Astronomy Domine" en "Mathilda Mother").
Hoewel hij geen productief liedjesschrijver was, zoals zijn medebandleden Roger Waters en David Gilmour, heeft hij belangrijke stukken van de muziek gecomponeerd voor albums als Meddle, Dark Side of the Moon, Wish You Were Here en The Division Bell. Voor Pink Floyds laatste studioalbum The Endless River zijn enkele overgebleven stukken gebruikt die door Wright zijn gespeeld tijdens de opnames van The Division Bell.

## Biografie
Wright kende Roger Waters en Nick Mason van zijn studie en was samen met hen en Syd Barrett in 1965 oprichter van The Pink Floyd Sound, zoals de band in eerste instantie werd genoemd. Hij speelde in de eerste jaren een belangrijke rol en bracht diverse nummers in het repertoire van de band, waaronder "Remember a Day", "Paintbox" en "It Would Be So Nice". Later zou Wright zich minder bezighouden met het schrijven van teksten en zich meer toeleggen op het schrijven van instrumentale nummers, waaronder "Interstellar Overdrive", "A Saucerful of Secrets", "Careful with That Axe, Eugene", "One of These Days" en "The Great Gig in the Sky".
Zijn eerste soloproject was het album Wet Dream in 1978. Tijdens de opnamen van The Wall werd hij door Roger Waters aan de kant gezet, het resultaat van zowel groeiende onmin tussen Waters en Wright, alsook van persoonlijke problemen. Hij werd echter wel als sessiemuzikant ingehuurd tijdens de tournee die volgde op het verschijnen van The Wall. Ironisch genoeg is Wright de enige die financieel voordeel had van deze tournee, doordat de verliezen werden gedragen door de drie overige, "vaste" leden van de band.
In 1984 werkte Wright samen met Dave Harris in een duo, onder de naam Zee. Zij brachten een album uit (Identity) dat flopte. Toen Waters Pink Floyd verliet, werd Wright weer lid van de band. Als gevolg van juridische problemen werd hij echter minder prominent gecrediteerd op het album A Momentary Lapse of Reason, maar bij het uitbrengen van het livealbum Delicate Sound of Thunder was Wright echter weer volwaardig lid.
In 1990 leverde hij een bijdrage aan het album Naked van de housegroep Blue Pearl, een samenwerking van Pink Floyd-achtergrondzangeres Durga McBroom met Martin Glover.
Het tweede soloalbum van Wright kwam in 1996 uit onder de titel Broken China. Hij liet zich bijstaan door Sinéad O'Connor (zang), Pino Palladino (basgitaar), Manu Katché (drums), Dominic Miller en Tim Renwick op gitaren.
Tijdens het Live 8-concert van Pink Floyd op 2 juli 2005 stond Richard Wright voor het eerst sinds 1981 weer met Waters op het podium. Wright, Waters, Gilmour en Mason speelden die avond Speak to Me/Breathe/Breathe (reprise), Money, Wish You Were Here en Comfortably Numb. Vervolgens toerde Wright in het gezelschap van David Gilmour tijdens diens tournee On an Island door Noord-Amerika en Europa.
Wright was sinds 1996 getrouwd met Millie, zijn derde echtgenote. Daarvoor was hij gehuwd met Juliette Gale en Franka. Hij had drie kinderen. 
Op 15 september 2008 overleed hij aan de gevolgen van kanker. Hij werd 65 jaar oud.

## Muzikale stijl
Wright's belangrijkste invloed was jazz, vooral Miles Davis en John Coltrane. Hij beschouwde zichzelf niet als een typische songwriter en gaf er de voorkeur aan om hele albums rond een thema te maken. Hij zei: "Als de woorden eruit kwamen zoals de muziek en we hadden niets anders te doen, dan zouden er heel wat geschreven worden." Een aantal composities die aan Wright werden toegeschreven kwamen voort uit improvisatie en het willekeurig uitproberen van ideeën, waarvan sommige enthousiast werden opgepikt door zijn bandleden. Wright zei later: "Ik speel gewoon en denk niet echt na over wat ik doe, ik laat het gewoon gebeuren". Van alle Pink Floyd-leden was Wright het meest terughoudend, hij zat achter de keyboards en concentreerde zich op de muziek.  
In de jaren 1970 luisterde Wright naar een aantal hedendaagse progressieve rockbands en hij hield vooral van het vroege Genesis van Peter Gabriel. Later vroeg hij een aantal muzikanten uit Gabriel's solotourband om mee te spelen op Broken China. Wright speelde graag orgel en beschouwde de stijl die hij in Pink Floyd gebruikte als uniek. Hij speelde solo's in het begin van Floyds carrière, waarbij hij vaak Egyptische toonladders gebruikte, zoals op "Matilda Mother" of "Set the Controls for the Heart of the Sun". Zijn jazzachtergrond leidde ertoe dat hij geïnteresseerd was in vrije vormmuziek, waarbij het aanhouden van tempo minder belangrijk was. Later was hij meer geïnteresseerd in het aanvullen van elk stuk met orgel, elektrische piano of synthesizer als achtergrondinstrument, terwijl hij nog steeds af en toe solo's liet horen.   

## Discografie
Afgezien van zijn werk met Pink Floyd maakte Wright een aantal soloalbums en werkte hij mee aan albums van collega-artiesten:

### Soloalbums
- Wet Dream - 1978
- Broken China - 1996

### Zee-album
- Identity - 1984

### Met David Gilmour
- David Gilmour in Concert (dvd) - 2002
- On An Island - 2006
- Remember That Night (dvd) - 2007
- Live in Gdańsk (cd/dvd) - 2008
- "LUCK and STRANGE" (cd/dvd/bluray/lp) - 2024

### Met Syd Barrett
- Barrett - 1970